# Jacob Bobart der Ältere

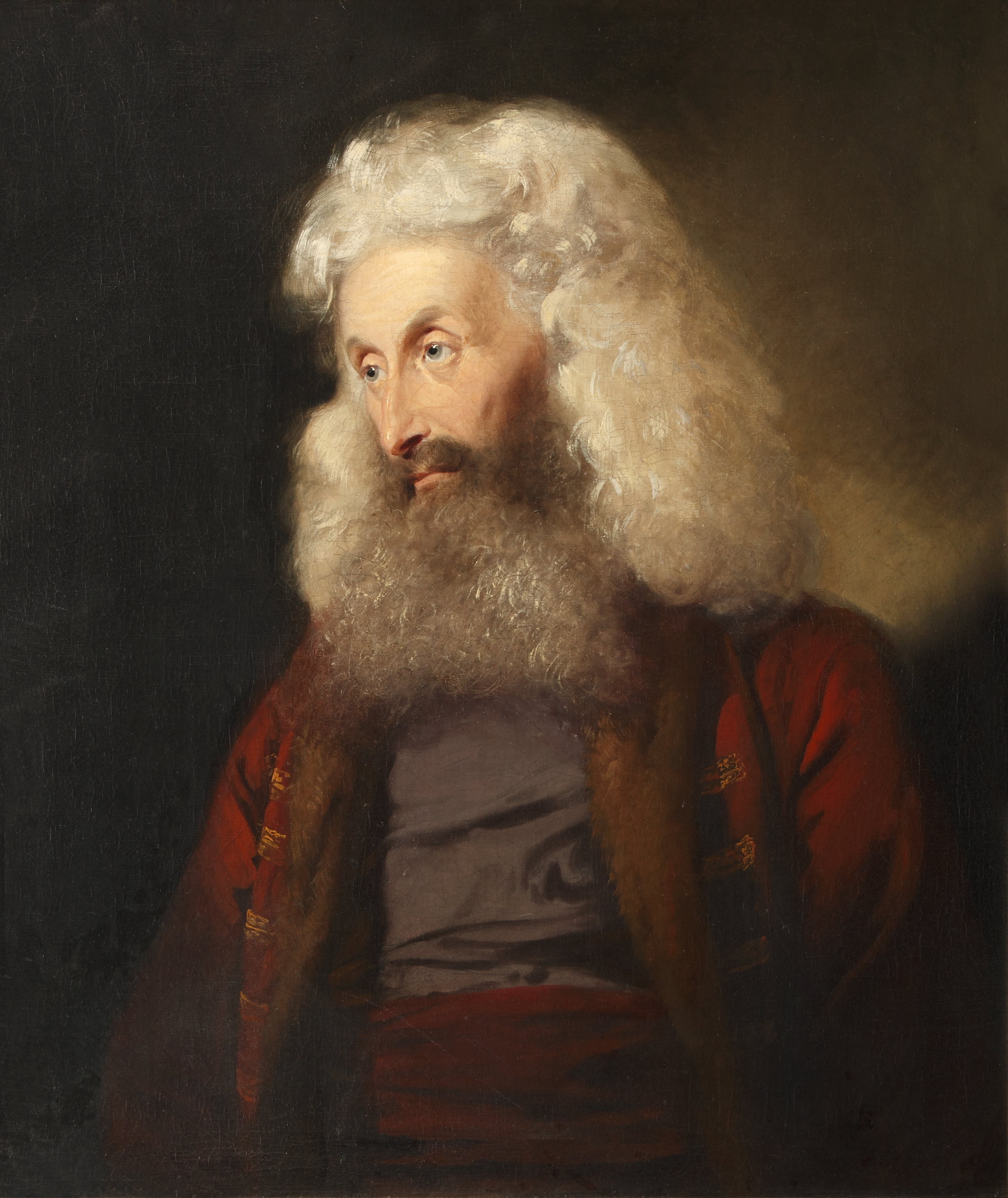
Jacob Bobart (ca. 1642)

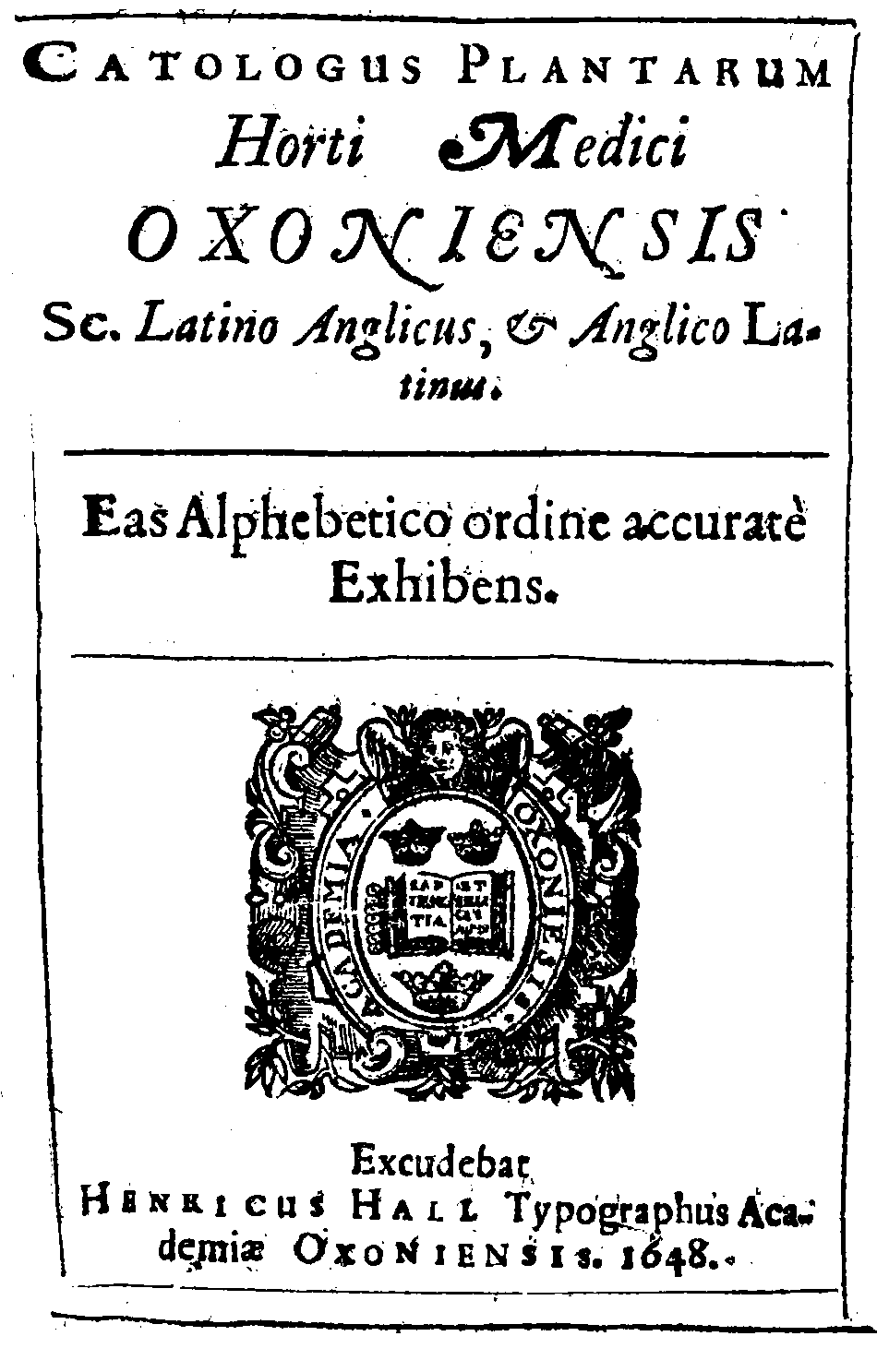
Titelseite von Catalogus plantarum horti medici Oxoniensis (1648)

Jacob Bobart der Ältere (eigentlich Bobert, * um 1599 in Braunschweig oder Danzig; † 4. Februar 1680 Oxford) war ein aus Deutschland stammender Gärtner, der in Oxford wirkte.

## Leben und Wirken
Über Bobart ist nur wenig Gesichertes bekannt. Traditionellerweise wird als sein Geburtsort Braunschweig angegeben. Neuere Untersuchungen weisen hingegen auf Danzig hin. Eine Zeit lang soll er Soldat gewesen sein. Später ließ sich Bobart in Oxford nieder, wo er möglicherweise als Gastwirt tätig war.
Vermutlich 1641 wurde Bobart durch Henry Danvers (1573–1644), ab 1626 1. Earl of Danby zum Vorsteher des Oxford Physic Garden ernannt.
1648 erschien anonym der Katalog Catalogus plantarum horti medici Oxoniensis, der die Namen von 1600 Arten enthält, die im Garten wuchsen. Die Autorschaft Bobarts wurde durch Johann Jacob Dillenius offenbart. Mit Unterstützung von Phillip Stephens (ca. 1620–1679) und William Browne (1629/30–1678) erschien zehn Jahre später eine zweite, erweiterte Auflage.
Bobart wurde in der Kirche von St Peter-in-the-East bestattet, wo eine Gedenktafel an ihn und seine Familie erinnert.
Bobart war zweimal verheiratet, mit Mary († 1655) und Ann († 1696). Mit ihnen hatte er drei Söhne und sechs Töchter. Sein älterer Sohn, Jacob Bobart der Jüngere (1641–1719), wurde sein Nachfolger am Oxford Physic Garden. Der jüngere Sohn, Tilleman Bobart (1645–1724), war ebenfalls dort beschäftigt und wurde später Gartenvorarbeiter am Hampton Court Palace.

## Ehrungen
Carl von Linné benannte ihm und seinem Sohn Jacob Bobart der Jüngere (1641–1719) zu Ehren die Gattung Bobartia aus der Pflanzenfamilie der Schwertliliengewächse (Iridaceae).

## Schriften
- Catologus plantarum horti medici Oxoniensis. Sc. Latino Anglicus, & Anglico Latinus. Eas Alphabetico ordine accuratè Exhibens. Heinrich Hall, Oxford 1648 (Digitalisat) – anonym.

  - 2. Auflage: Catalogus horti botanici Oxoniensis. Alphabeticè digestus, duas, praeterpropter, plantarum chiliadas complectens, priore duplo auctior, idemque elimatior; nec non etymologiis, quà Græcis, quà Latinis, hinc inde petitis, enucleatior: in quo nomina Latina pariter & Graeca vernaculis; & in ejus sequiore parte, vernacula Latinis, præponuntur. Cui accessere plantae minimùm sexaginta suis nominibus insignitae, quæ nullibi nisi in hoc opusculo memorantur. William Hall, Oxford 1658 (Digitalisat, Digitalisat).